# Zeke Clemons
Homer „Zeke“ Clemons war ein US-amerikanischer Country-Musiker.

## Leben
Clemons’ Lebensdaten sowie sein Lebenswandel liegen bis heute größtenteils im Dunkeln. Ein gewisser „Homer Zerle Clemons“ wurde 1913 im Van Zandt County nahe Dallas, Texas, geboren und starb 1961. Es ist jedoch nicht geklärt, ob es sich hierbei um dieselbe Person handelt.
Clemons begann seine Karriere als Musiker vor dem Zweiten Weltkrieg in den 1930er-Jahren. Während des Krieges wurde er zum Militärdienst eingezogen, war aber bereits 1944 wieder Bassist in Jimmie Davis’ Band, wo er mit anderen Musikern wie Moon Mullican, Joe Shelton und Johnny Gimble spielte. Danach begann er seine Solokarriere. Bis in die 1950er-Jahre hinein spielte Clemons mit einer eigenen Band Western Swing um Dallas und in Nord-Texas. Dabei änderte er nie seinen Stil, sondern blieb dem Western Swing der 1930er-Jahre verhaftet. Seine ersten Aufnahmen machte er Ende 1946 oder Anfang 1947 für Swing Records aus Paris, Texas. Mit einer weitaus kleineren Band erschien kurz danach eine Platte bei Blue Bonnet Records. Diese Aufnahmen wurden in den 1950er-Jahren wiederveröffentlicht.
Ungefähr zur selben Zeit betätigte Clemons sich auch als Geschäftsmann. In Dallas kaufte er Jukeboxen auf und vermietete diese an Cafés, Bars und anderen Lokalen in der Stadt. Häufig spielten seine Jukeboxen auch seine eigenen Platten. 1950 leitete er die Texas Swingbillies, die neben Clemons (Bass/Gesang) aus Dub Dickerson (Gitarre), Joe Rea (Schlagzeug), Tiger Echols (E-Gitarre), Red Mullins (Gesang) und Ken Lasater (Steel Guitar) bestand. Mit den Texas Swingbillies spielte er im Round-Up Club No.2 in Dallas und machte 1950 Aufnahmen für Imperial Records. Während dieser Session spielte er vier Platten ein. Beispielsweise war Dallas Limited ein Song von Jimmie Davis, der auch von Milton Brown als Brownie Special aufgenommen wurde, während Oklahoma Bound ein Neuarrangement des Moon-Mullican-Songs Mean Mama Blues war.
Nach den Imperial-Platten trat Clemons weiterhin um Dallas auf und wurde von Zeit zu Zeit als Studiomusiker von RCA Victor genutzt (unter anderem auf Lee Bells Session von 1952). 1954 hatte Clemons einen Autounfall, der seine Karriere beendete.

## Diskographie
| Jahr | Titel                                                       | Label #         |
| ---- | ----------------------------------------------------------- | --------------- |
| 1947 | Operation Blues / From the Start and to the End             | Swing 1001/1002 |
| 1947 | Operation Blues / ?                                         | Blue Bonnet     |
| 1950 | Operation Blues #2 / Feeling Low, Feeling Blue              | Imperial 8080   |
| 1950 | Feeling Low - Feeling Blue / Sell the Coldest Stuff in Town | Imperial 8088   |
| 1950 | Dallas Limited / Oklahoma Bound                             | Imperial 8091   |
| 1950 | Following You Around / From Start to End                    | Imperial 8092   |